# Pierre Peyron
Pour les articles homonymes, voir Peyron.
Ne doit pas être confondu avec Pierre Péron.
Jean François Pierre Peyron, né à Aix-en-Provence le 15 décembre 1744 et mort à Paris le 20 janvier 1814, est un peintre et graveur néoclassique français.

## Biographie
Issu d’une famille assez fortunée qui ne négligea rien pour son éducation, Pierre Peyron était destiné à la carrière administrative. Étudiant le droit, il trouva sa vocation lorsque fut créée à Aix en 1765 une école de dessin où Claude Arnulphy, élève de Benedetto Luti, lui donna ses premières leçons. Lorsqu’il eut reconnu son gout décidé pour les beaux arts, son père lui permit d’étudier la peinture. Encouragé par Dandré-Bardon, qui sera son professeur à l’École des Élèves Protégés, il monta, en 1767, à l’âge de 23 ans, à Paris, où il entra dans l’atelier de Lagrenée mais le gout qui régnait alors dans l’école ne s’accordant pas avec ce qu’il cherchait, il pressentit une peinture plus historique et plus classique, et fut l’un des premiers à chercher de nouvelles voies en recommençant à appliquer les principes classiques de composition de Nicolas Poussin, qu’il comparait à Raphaël, alors que le courant pictural dominant était alors le rococo.
Considéré comme un des meilleurs peintres de sa génération, il remporte le prix de Rome en 1773 avec la Mort de Sénèque, aujourd’hui disparu. En 1774, il peint les décors du salon de l’Hôtel Grimod de La Reynière à Paris, d’après des dessins de Charles-Louis Clérisseau. Il passe ensuite sept années à l’Académie de France à Rome, de 1775 à 1782, s’attachant avec un soin particulier à l’imitation de l’antique. Il commença le renouvellement de cette voie depuis longtemps abandonnée par les artistes français par son tableau Cimon se dévouant à la prison pour en retirer et faire inhumer le corps de son père, ouvrage suivi de Socrate retirant Alcibiade d’une maison de courtisanes. Ayant passé les quatre années de son pensionnat à Rome, il y resta encore trois ans de plus à ses propres frais.
Son tableau, les jeunes Athéniens et les jeunes Athéniennes tirant au sort pour être livrés au Minotaure lui vaut l’admiration du comte d’Angiviller qui, comme Vien, voit en lui l’un des espoirs de la peinture française, et devient son protecteur. Le cardinal de Bernis, ambassadeur de France à Rome, lui commande deux œuvres : Bélisaire recevant l’hospitalité d’un paysan ayant servi sous ses ordres (1779), considéré, en son temps, par des critiques comme Diderot, comme son chef-d’œuvre, et qui est un des sommets de l’art français à la fin du XVIIIe siècle et Cornélie, mère des Gracques (1782).
Peyron fut finalement éclipsé par David aux Salons de 1785 et 1787. À son retour à Paris, il avait envoyé la Mort d’Alceste au Salon de 1785, alors que son rival David y présentait avec succès Le Serment des Horaces. Au salon de 1787, les deux peintres exposent une composition sur le même thème, la Mort de Socrate et la confrontation tourne largement à l’avantage de David,. Peyron, ayant pris du retard dans son travail, avait envoyé, quelques jours avant la fermeture du Salon, une esquisse à grande échelle de son projet. Après cet échec, il n’eut plus jamais le rôle de premier plan qu’il avait eu à ses débuts. Le 30 juin 1787, il est reçu à l’Académie royale avec son œuvre Curius Dentatus refusant les présents des ambassadeurs samnites comme morceau de réception.
Nommé inspecteur de la manufacture des Gobelins, en 1785, il en remplit ses fonctions jusqu’à la Révolution, date à laquelle il vit sa place supprimée et se vit enjoindre de vider incontinent son logement des Gobelins. Privé des travaux importants dont il avait été chargé par le roi, sa santé fut gravement affectée et il ne cessa, à compter de cette époque, d’éprouver des infirmités qui hâtèrent la fin de ses jours sans pour autant rien lui faire perdre de son talent, produisant dans cette période deux de ses tableaux les plus harmonieux et les plus finis : l’un représente Paul-Émile s’indignant de l’humiliation où se réduit Persée qui se prosterne à ses pieds, l’autre, Antigone, fille d’Œdipe, sollicitant de son père le pardon de son frère Polynice, tableau gravé par son compatriote aixois Étienne Beisson. Il a encore donné deux petits tableaux : Pythagore avec ses disciples et l’Entretien de Démocrite avec Hippocrate.
David a rendu hommage, en 1814, à celui que certains ont considéré comme son précurseur, en déclarant devant sa tombe : « Il m’a ouvert les yeux. » Peyron a également gravé à l’eau-forte plusieurs sujets d’après Le Poussin, Raphaël et d’après ses propres tableaux. Il a eu comme élèves, entre autres, Augustin Aubert, Horace Lecoq de Boisbaudran, Nicolas-André Monsiau et Henri Buguet.

## Galerie

Œuvres de Pierre Peyron
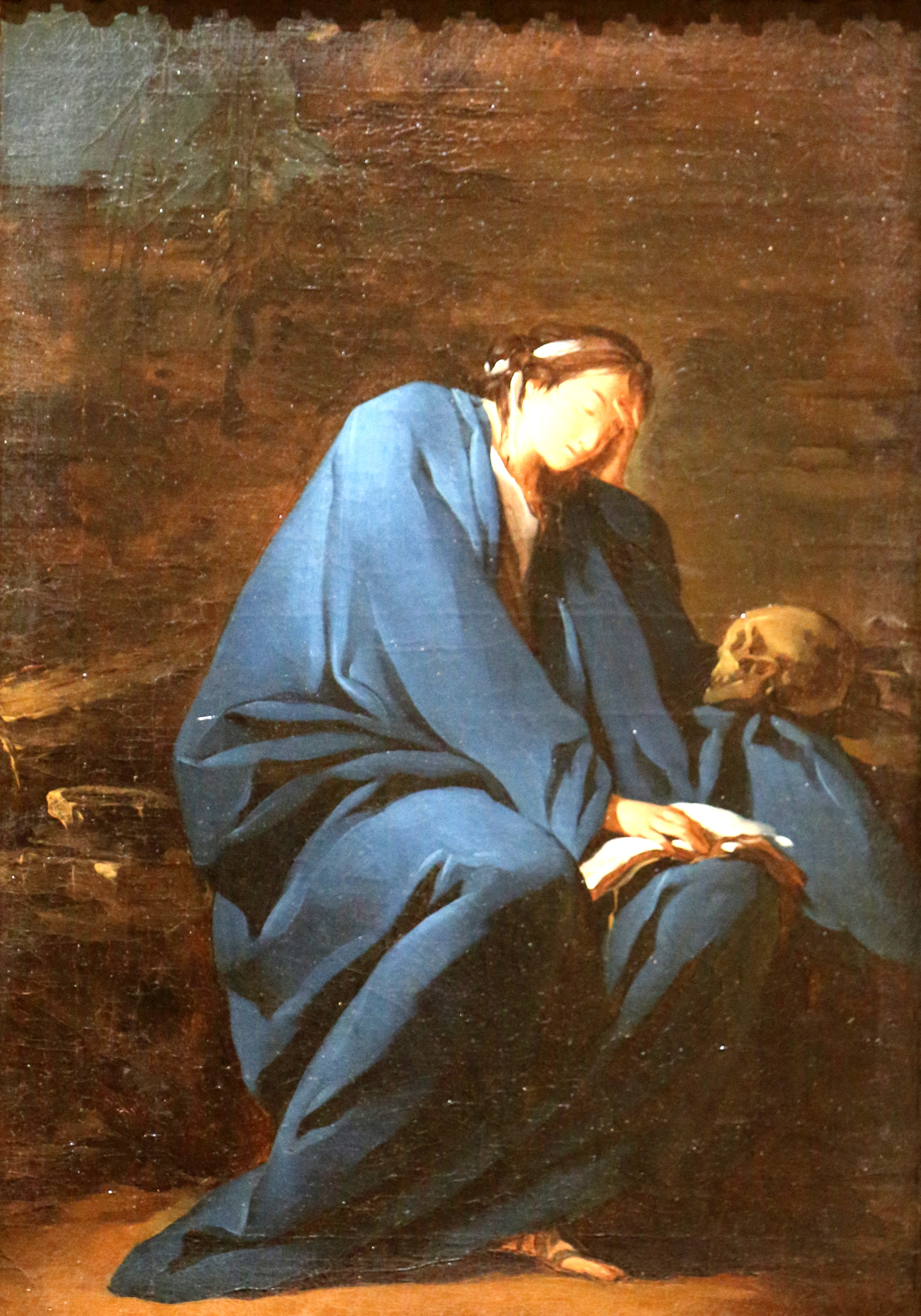
Sainte Madeleine méditant, Aix-en-Provence, musée Granet.
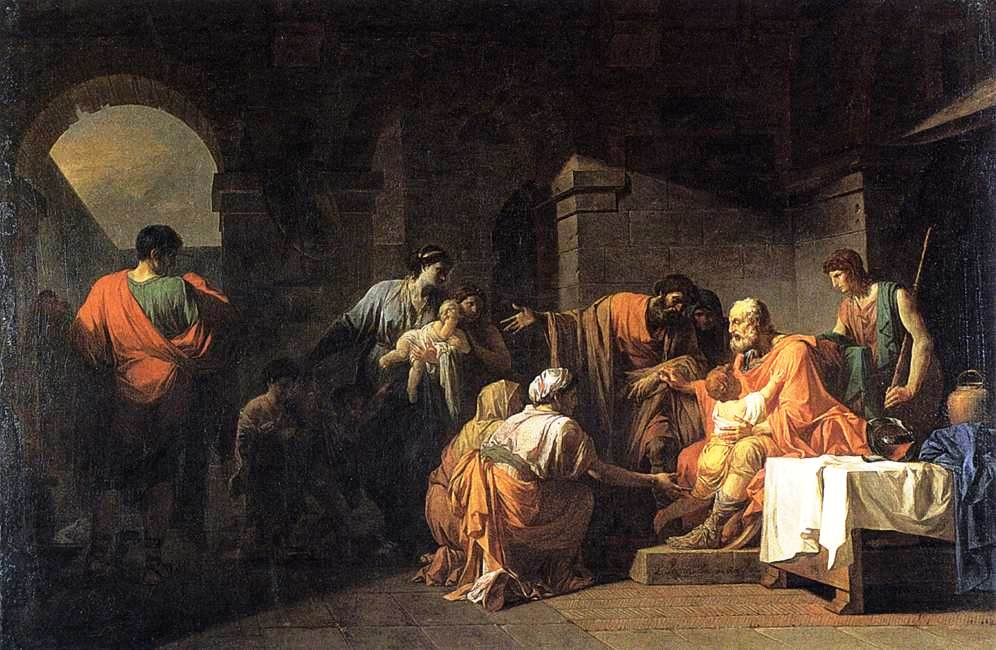
Bélisaire recevant l'hospitalité d'un paysan ayant servi sous ses ordres (1779), musée des Augustins de Toulouse.
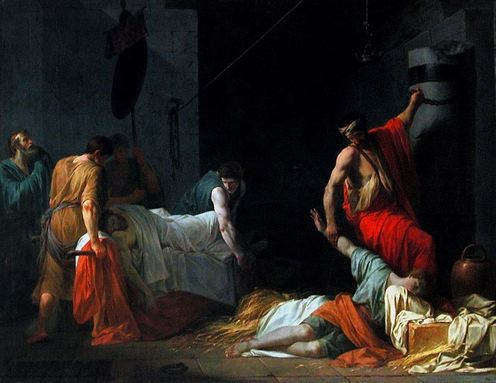
Cimon se dévouant à la prison pour en retirer et faire inhumer le corps de son père (1782), Paris, musée du Louvre.
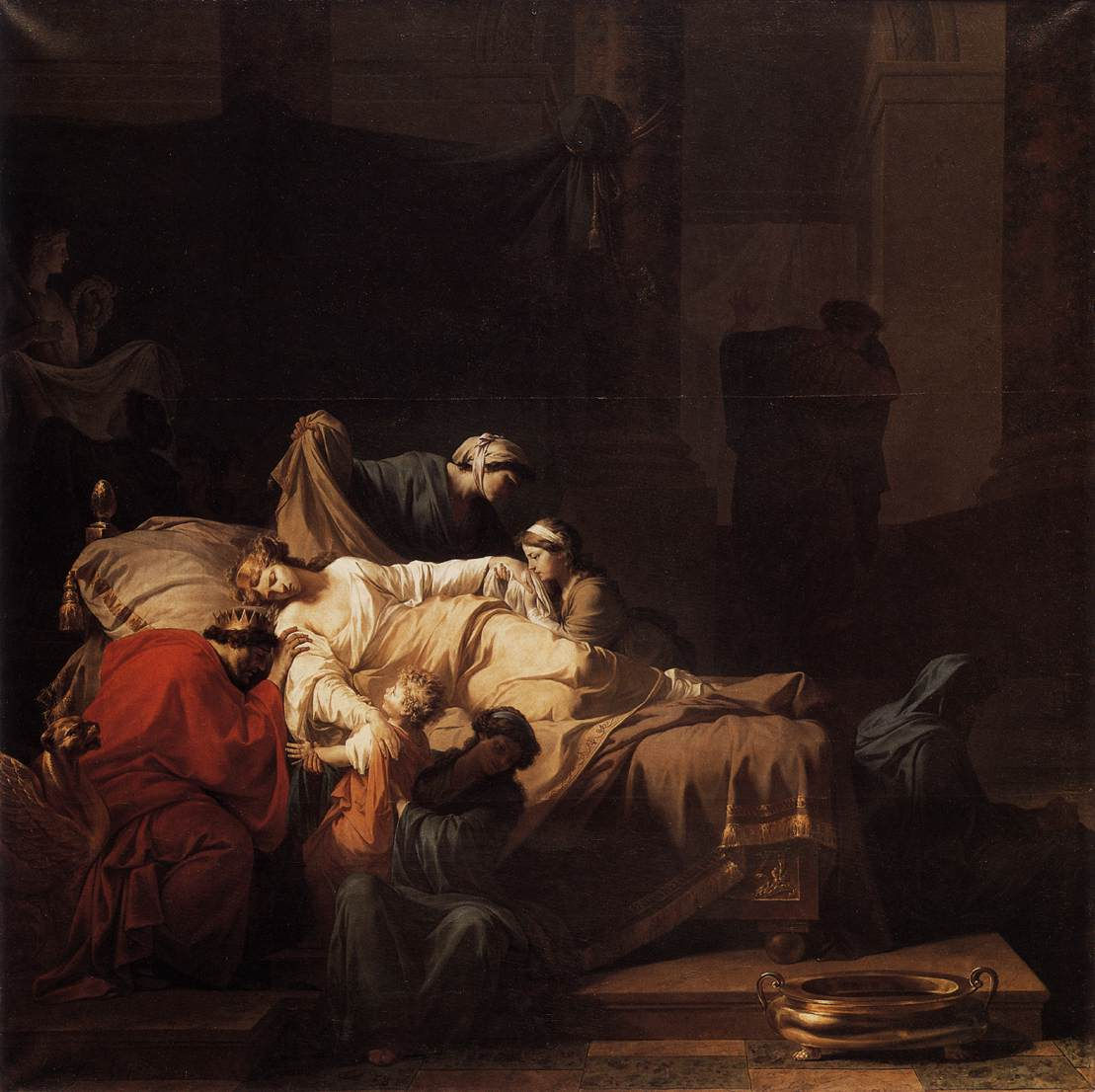
La Mort d'Alceste, ou l'Héroïsme de l'amour conjugal (1785), Paris, musée du Louvre.
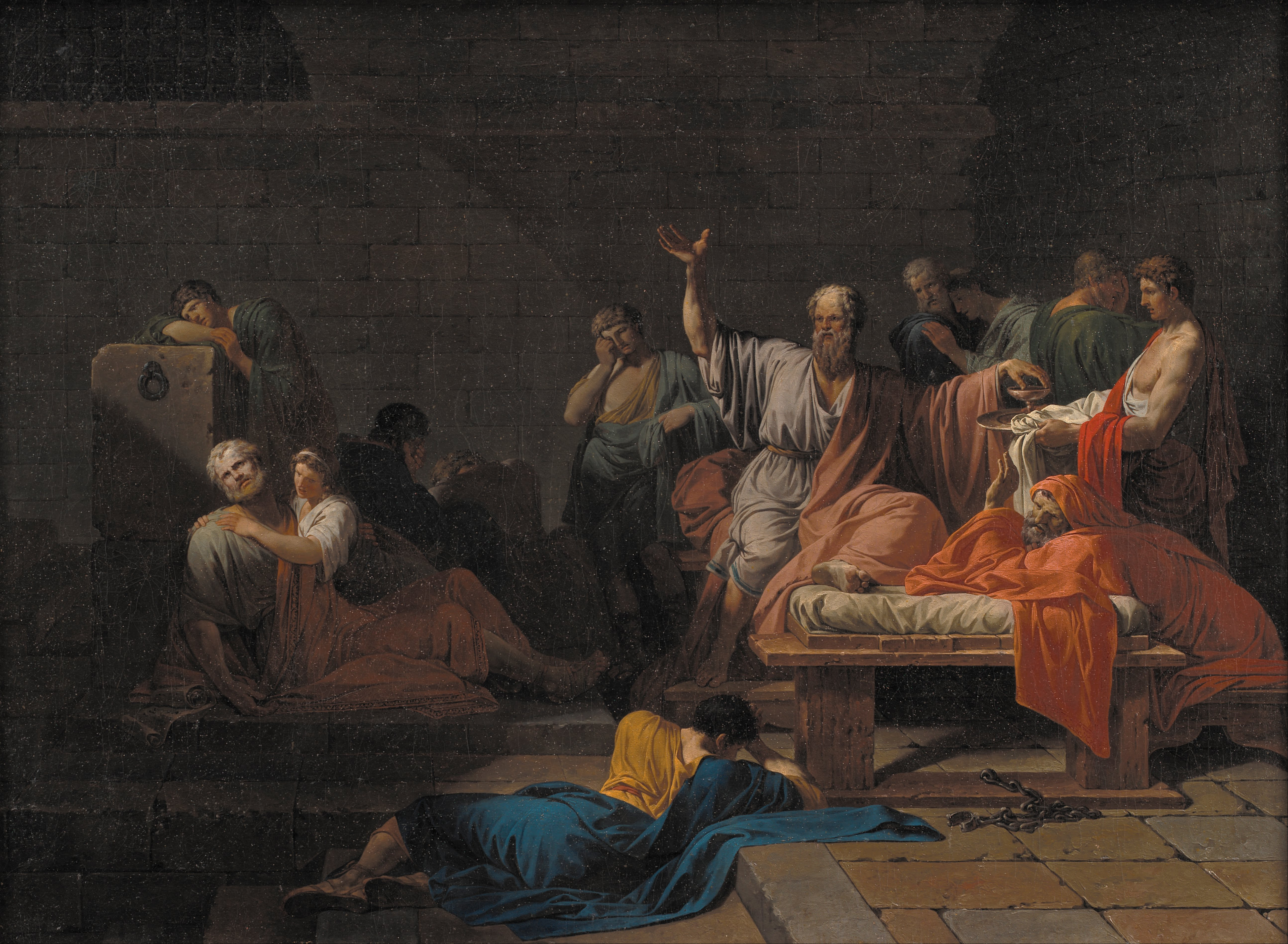
La Mort de Socrate (vers 1787), Copenhague, Statens Museum for Kunst.
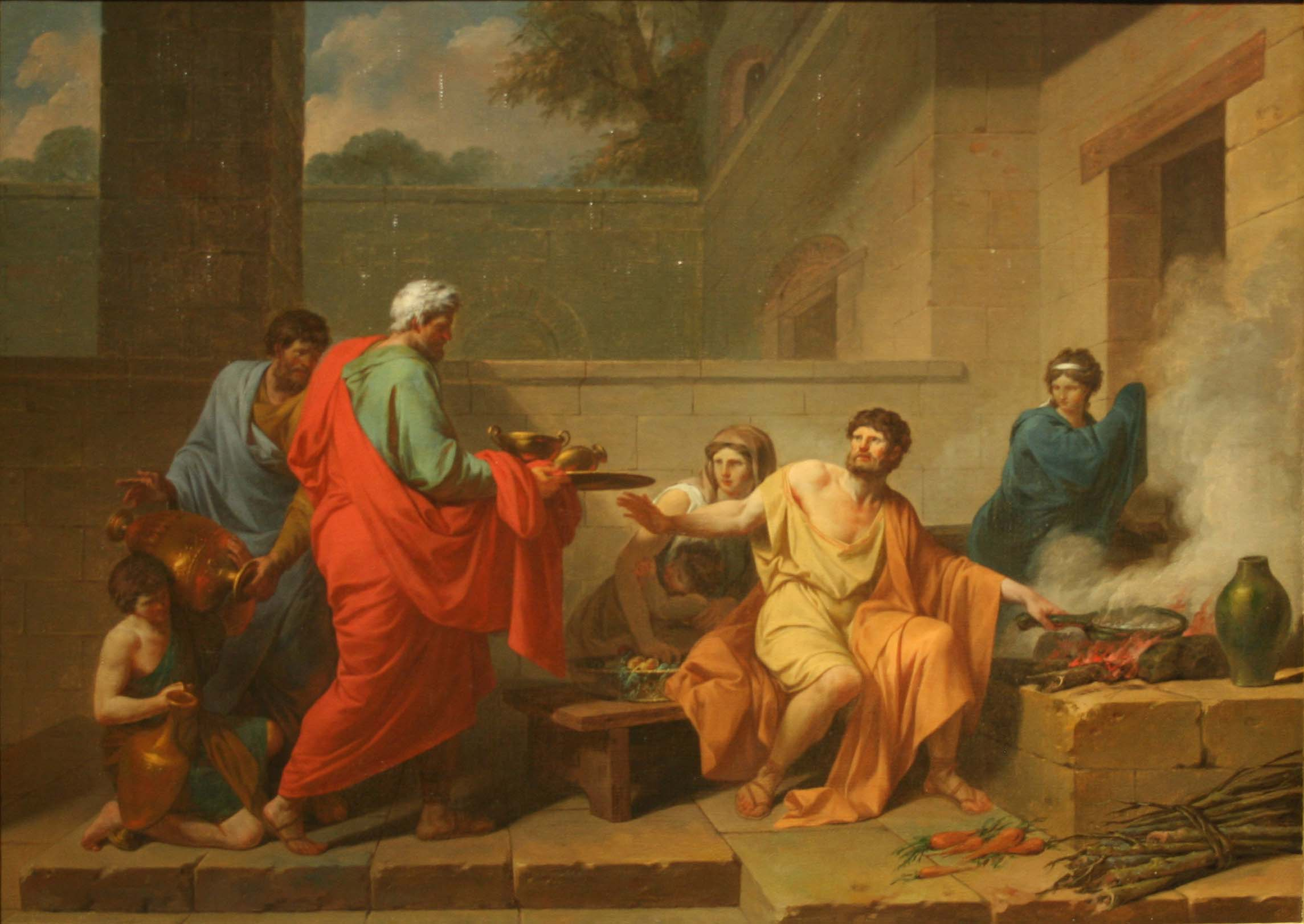
Marcus Curius Dentatus refusant les présents des Samnites (1787), musée des beaux-arts de Marseille.
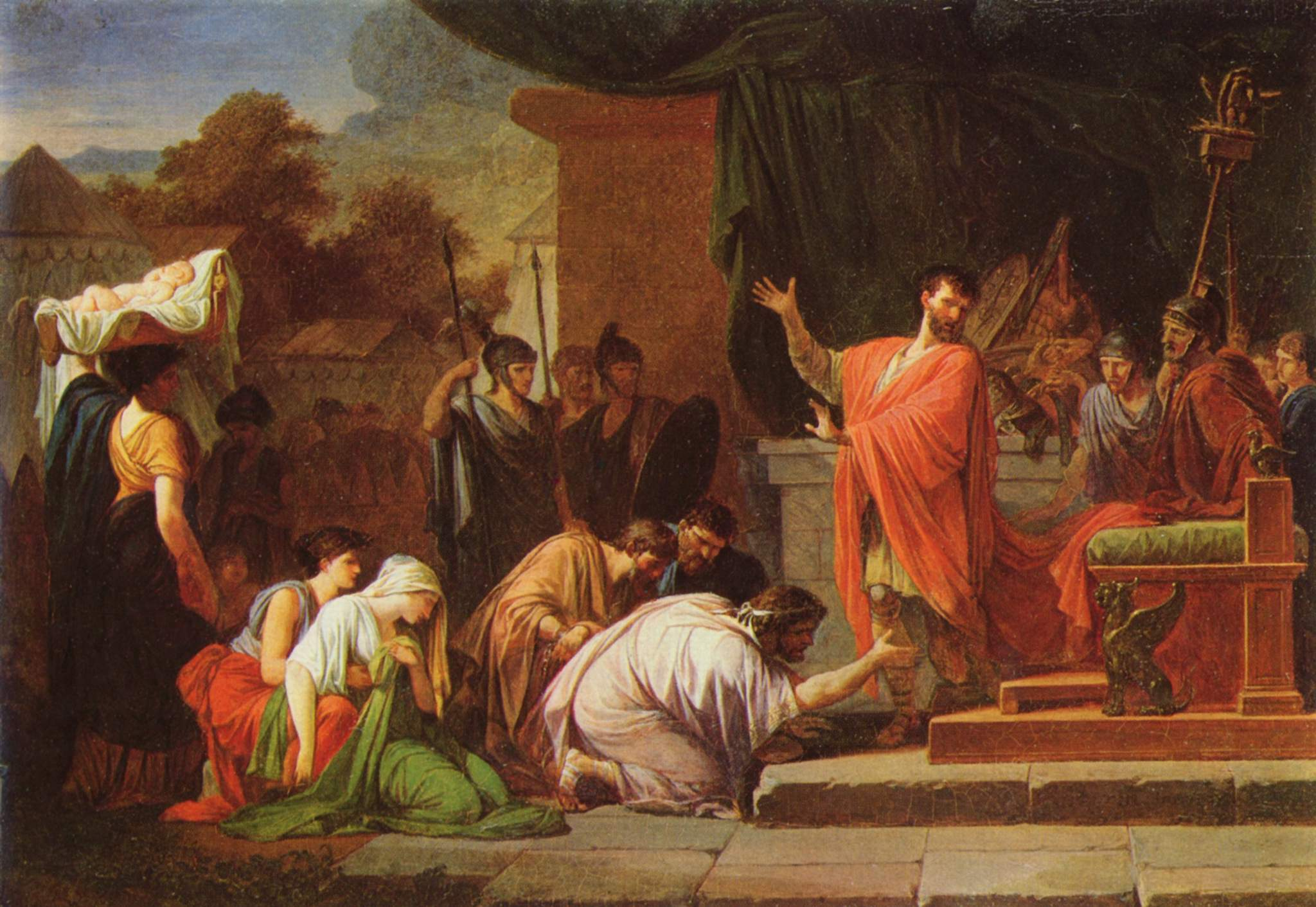
Le Roi Persée de Macédoine devant Aemilius Paulus (1802), musée des beaux-arts de Budapest.

## Collections publiques
Au Danemark
- Copenhague, Statens Museum for Kunst : La Mort de Socrate, 1787, huile sur toile[21].

En France
- Aix-en-Provence, musée Granet : Sainte Madeleine méditant, huile sur toile.
- Avignon, musée Calvet : Curius Dentatus refusant les présents des ambassadeurs samnites, 1787, huile sur toile[22].
- Marseille, musée des beaux-arts : Marcus Curius Dentatus refusant les présents des Samnites, 1787, huile sur toile.
- Paris :
  - église Saint-Louis-en-l'Île : La Résurrection du Christ, 1784, huile sur toile.
  - musée du Louvre :
    - L'Étude et la Renommée, vers 1799, huile sur toile, plafond pour la salle des Antonins[23] ;
    - Les Funérailles de Miltiades, 1782, huile sur toile ;
    - La Mort d'Alceste, ou L'Héroisme de l'amour conjugal, Salon de 1785, huile sur toile[24].
- Toulouse, musée des Augustins :
  - Bélisaire recevant l'hospitalité d'un paysan ayant servi sous ses ordres, 1779, huile sur toile[25] ;
  - Cornélie, mère des Gracques, 1782, esquisse, huile sur toile[26].
- Tours, musée des beaux-arts : Agar et l'Ange, 1780, huile sur toile[27].

En Hongrie
- Budapest, musée des beaux-arts : Le Roi Persée de Macédoine devant Aemilius Paulus, 1802, huile sur toile.

aux Etats-Unis
- Omaha (Nebraska), Joslyn Art Museum : La mort de Socrate, 1788, huile sur toile

### Dessins
- Étude pour La Mort de Socrate, pierre noire, plume et encre noire, lavis brun, rehauts de blanc sur papier beige, H. 0,248 ; L. 0,387 m[28]. Paris, Beaux-Arts de Paris[29]. Il s'agit d'une étude soignée de la figure principale. Conforme au trait dominant du langage plastique de Peyron depuis ses débuts, il use du drappé pour donner du rythme et une certaine majesté à sa composition. Les pesants drapés de Socrate donnent une amplification dramatique à sa posture et à sa singulière expression.